# سوفرن مزدوج
السوفرن المزدوجة هي عملة ذهبية للمملكة المتحدة بقيمة اسمية تبلغ جنيهين إسترلينيين (2 جنيه إسترليني). نادرًا ما تُصدر في أول 150 عامًا بعد ظهورها لأول مرة في عام 1820، ولم يكن لها حضور كبير في التداول. أصبحت هذه العُملة المعدنية من مقتنيات هواة الجمع والتحف، وقد سكت في أغلب السنوات منذ عام 1980. ويظهر على وجهها الأمامي الملك الحاكم، وأغلب الأحيان، تصوير بينيديتو بيستروتشي للقديس جورج والتنين على الوجه الخلفي.
سُكت عُملة السوفرن المزدوجة لأول مرة في عام 1820 وتُصور جورج الثالث، هذا الإصدار لم يدخل التداول أبدًا، بل اعتبر عملة نمطية. في القرن ونصف القرن التاليين، صدر في أغلب الأحيان للإشارة إلى بداية عهد جديد، أو لتأسيس صورة عُملة جديدة للملك الحاكم. كانت هذه في الغالب عملات معدنية غير قابلة للتداول؛ وصدرت هذه الفئة للتداول في أربع سنوات فقط. يمكن العثور على عدد قليل من الأمثلة المهترئة نتيجة للاستخدام التجاري.
منذ عام 1980، بيعت العُملة السوفرن المزدوجة كعُملة لهواة الجمع بواسطة دار سك العملة الملكية. في بعض السنوات لم تُصدر، وبدلاً من ذلك قامت دار السك الملكية بوضع إصدارات ذهبية من القطعة التذكارية بقيمة 2 جنيه إسترليني في مجموعات الذهب.

## الأصول والضربات المبكرة
بعد الحروب النابليونية، بموجب قانون العملة لعام 1816، وضع البرلمان بريطانيا رسميًا على معيار الذهب، حيث عُرف الجنيه على إنه كمية معينة من الذهب. أيد كل المتحدثين تقريبًا في المناقشات البرلمانية وجود عُملة معدنية بقيمة عشرين شلنًا، بدلاً من الاستمرار في استخدام الجنيه، بقيمة واحد وعشرين شلنًا. ومع ذلك، لم يُحدد قانون سك العُملات التي يجب على دار سك العُملة سكها.
أوصت لجنة تابعة لمجلس الملكة الخاص بإصدار عُملات ذهبية من فئة عشرة شلنات و عشرين شلنًا وجنيهين وخمسة جنيهات، وقبل جورج، الأمير الوصي، ذلك في 3 أغسطس/أب 1816 سُميت القطعة النقدية بقيمة عشرين شلنًا (جنيهًا واحدًا) بالسوفرن، وربما روجت لإحياء الاسم القديم من قبل علماء الآثار المهتمين بعلم العملات. صدرت كل من العُملة السوفرن ونصف السوفرن لأول مرة في عام 1817، ولكن لم تُضرب في البداية أي من العُملات المعدنية الأكبر حجمًا. منذ عام 1754، لم تُصدر أي عملات معدنية أكثر قيمة من الجنيه المخصص للتداول العام؛ ولبُيت الحاجة إلى طرح قيمة أعلى من خلال الأوراق النقدية. اقترح تصميم القديس جورج والتنين كزخرفة مناسبة للملك من قبل مبتكره، بينيديتو بيستروتشي، بناءً على نقش بارز قام بنقشه. كما أوصى السير جوزيف بانكس، يليام ويلزلي بول، مدير دار سك العملة، بتعديل تصميم بيستروتشي لاستخدامه في سك العُملات.
في ديسمبر/كانون الأول 1819، وربما بسبب تدهور صحة الملك جورج الثالث r. (1760–1820 )، كلف ويليسلي بول بيستروتشي، الذي كان يعمل آنذاك رئيسًا للنقاشين في دار سك العملة الملكية، بإعداد قوالب للعُملة السوفرن المزدوجة (جنيهين) والقطعة التي تزن خمسة جنيهات. صوَّر الكاتب النقدي إدوارد هوكينجز في القرن التاسع عشر هذا الأمر على إنه سباق ضد الزمن لإكمال القوالب قبل وفاة جورج، والذي قال إنه فاز به الحرفيين في دار سك الُعملة الملكية؛ وجد الباحثون في وقت لاحق إن الملك مات قبل أن تصبح العُملات المعدنية الجديدة جاهزة. العملة المعدنية المزدوجة، التي صممها بيستروتشي، تُصور تمثال نصفي للملك متجهًا إلى اليمين مع النقش GEORGIUS III D G BRITANNIAR REX F D (جورج الثالث بفضل الله ملك بريطانيا، المدافع عن الإيمان) والتاريخ، بينما يُظهر الوجه الخلفي تصميم جورج والتنين لبيستروتشي بدون نقش أو تأريخ. ظهر هذا التصميم لأول مرة على العُملة الملكية في عام 1817، محاطًا برباط. يحتوي التصميم الخلفي على الأحرف الأولى من اسم Pistrucci في أسفل اليمين، بينما تنص الحروف الموجودة على الحافة على DECUS ET TUTAMEN ANNO REGNI LX (زينة وحراسة؛ في السنة الستين من الملك). ويقال إن إجمالي 60 قطعة قد ضُربت.
في عام 1823، استُخدم الوجه الخلفي لبيستروتشي مرة أخرى على العُملة السوفرن المزدوجة، ورُبط بتمثال نصفي للملك الجديد، جورج الرابع r. (1820–1830 ) بواسطة جان بابتيست ميرلين استنادًا إلى تمثال نصفي للسير فرانسيس شانتري؛ معتقدًا إنه لا ينبغي أن يُطلب منه تكييف عمل فنان آخر، رفض بيستروتشي تحويل تمثال شانتري النصفي إلى عُملة معدنية. كان للسوفرن المزدوج نفس النقش حول رأس الملك كما في عام 1820 باستثناء استبدال IIII بالرقم III، ونُقل التأريخ إلى العكس. كان إصدار عام 1823 يحمل نفس نقش الحافة مثل قطعة عام 1820، باستثناء أن الرقم الروماني كان IV (الرابع [عام الحكم] لإصدارات عام 1823. وبالتالي، قُدم نفس الرقم، 4، بطريقتين مختلفتين كأرقام رومانية على نفس العملة.
تتميز العملات المعدنية من عام 1824 و 1825 و 1826 برأس أصغر للملك، من تصميم ويليام واين، مع نقش GEORGIUS IV DEI GRATIA (جورج الرابع بفضل الرب ...) والتأريخ، بينما يُظهر الوجه الخلفي (من تصميم ميرلين) درعًا متوجًا داخل عباءة مع نقش BRITANNIARUM REX FID DEF (ملك بريطانيا، المدافع عن الإيمان). يحتوي إصدار 1824 على نقش الحافة DECUS ET TUTAMEN ANNO REGNI QUINTO (زينة وحراسة؛ في السنة الخامسة من الحكم). لا يوجد نقش على الحافة في إصدار 1825، بينما يحمل إصدار 1826 نفس النقش الموجود في إصدار 1824، لكن تغيرت الكلمة الأخيرة إلى SEPTIMO (السابع). من بين إصدارات جورج الرابع الأربعة، إصدار عام 1823 فقط هو المُتاح للتداول، بينما ضُربت العُملات الأخرى بأعداد صغيرة كعُملات معدنية تجريبية، مع جزء عام 1826 من مجموعة العُملات التجريبية لذلك العام.
في عام 1831، انتتجت عُملة معدنية من هذه الفئة كجزء من مجموعة العُملات المعدنية التي تُميز العُملات المعدنية الجديدة للملك ويليام الرابع (r. 1830–1837). الوجه الأمامي، من تصميم واين استنادًا إلى تمثال نصفي من تصميم شانتري، يُظهر رأس الملك متجهًا إلى اليمين مع النقش GULIELMUS IIII D G BRITANNIAR REX F D (وليام الرابع بنعمة الرب ملك بريطانيا، المدافع عن الإيمان)، بينما يُظهر الوجه الخلفي، من تصميم ميرلين، درعًا متوجًا يحمل النقش ANNO 1831 (في سنة 1831). لا يوجد نقش على الحافة.

## قضايا العصر الفيكتوري وأوائل القرن العشرين
بعد عام 1831، لم تُسك عُملة السوفرن المزدوجة مرة أخرى حتى عام 1887. لأسباب غير معروفة، لم تُضرب كجزء من مجموعات الإثبات لعام 1839 أو 1853. يشير كيفن كلانسي من دار سك العُملة الملكية إلى الفجوة التي تزيد عن نصف قرن ويعتبرها توضيحًا لمدى صغر الدور الذي لعبته القطع النقدية التي يبلغ وزنها جنيهين وخمسة جنيهات في الحياة اليومية في العصر الفيكتوري. وفقًا لعالم العُملات جي بي داير، "لعبت القطع التي يبلغ وزنها رطلين وخمسة أرطال لاحقًا دورًا صغيرًا و غير متكرر لدرجة إنه في عام 1893 كان من الممكن اعتبارها أكثر من مجرد زينة". يُظهِر عدد قليل من العُملات السوفرن المزدوجة التي فُحصت أي علامات على التداول، وعندما تظهر، فإنها تعود إلى السنوات الأربع التي سكت فيها هذه الفئة للتجارة: 1823، 1887، 1893 و 1902.
في عام 1887، سكت عُملة السوفرن المزدوجة كجزء من عملة اليوبيل، مع وجه يصور الملكة فيكتوريا r. (1837–1901 ) بواسطة جوزيف بوم وجورج ودراجون من تأليف بيستروتشي. كانت هذه العُملة متاحة في حالة غير متداولة وكعملة معدنية تجريبية. يرى ريتشارد لوبيل، في كتالوج كوينكرافت القياسي للعُملات المعدنية الإنجليزية والبريطانية، إن إصدار عام 1887 هو "المثال الأكثر شهرة وشعبية لهذه الفئة"، وهو ما تأكد من خلال سك 91345 قطعة غير متداولة و 797 قطعة تجريبية، وهو أعلى رقم بين أي سوفرن مزدوج. تحمل العُملة نقشًا على وجهها الأمامي: VICTORIA D G BRIT REG F D (فيكتوريا، بفضل الرب، ملكة بريطانيا، المدافعة عن الإيمان). لم يحظ استخدام تصميم بيستروتشي على العُملة الذهبية بإشادة عالمية؛ فقد ذكرت صحيفة تشيرش تايمز: "لا يمكننا أن نشارك في التصفيق الذي حظي به جورج بيستروتشي، والذي احتفظ به للملك. من غير المرجح أن ينسى أي شخص يخرج لمحاربة التنانين ارتداء أي ملابس باستثناء خوذة وعباءة وزوج من الأحذية".
في 26 سبتمبر/أيلول 1887، ارسل مجموعتين من القوالب، تحملان علامة "S"، من مقر دار سك العُملة الملكية في لندن إلى دار سك العملة في سيدني. يُعتقد إن دار سك العُملة في سيدني كانت تُضرب العُملات المعدنية حسب الطلب فقط، و لم تكن هناك حاجة إلا إلى عدد قليل من العُملات السوفرن المزدوجة. بعد أن أغلقت دار سك العُملة في نهاية عام 1926، رُسلت معداتها، بما في ذلك قوالب عام 1887، إلى دار سك العملة في ملبورن، حيث سُكت عينات إضافية من القوالب الأصلية. يُعتقد إن إجمالي عدد العُملات المعدنية المزدوجة الصادرة في عام 1887-S بلغ 28 عُملة.
استبدلت عُملة اليوبيل بعملة أولد هيد بداية من عام 1893، حيث كان للسوفرن المزدوج صورة وجه فيكتوريا بريشة توماس بروك مقترنة بظهر بيستروتشي. صدرت العُملة المعدنية في ذلك العام بشكل غير متداول (طُبع 52,212) وفي شكل نسخة تجريبية (طبع 773). العنوان المخصص لهذا الإصدار هو VICTORIA DEI GRA BRITT REGINA FID DEF IND IMP (فيكتوريا بفضل الرب، ملكة بريطانيا، المدافعة عن الإيمان، إمبراطورة الهند). كانت فيكتوريا تمارس الضغط منذ عام 1888 من أجل إدراج لقبها كإمبراطورة للهند، الممنوح بموجب قانون الألقاب الملكية لعام 1876، على العُملة المعدنية؛ في 12 فبراير/شباط 1892، كتب رئيس الوزراء، اللورد سالزبوري، إليها، "إن خدم جلالتك يرون إن لقب إمبراطورة الهند، الذي يشير، كما يشير، إلى علاقة جلالتك بالجزء الأكبر من رعاياك، يجب أن يظهر على العُملة المعدنية، في شكل الأحرف "Ind Imp" أو "II" أو بعض الاختصارات المماثلة". IND IMP، اختصارًا لـ INDIAE IMPERATRIX أو "إمبراطورة الهند"، هكذا ظهرت في العدد الصادر عام 1893.
بعد وفاة الملكة فيكتوريا عام 1901، بُذلت جهود لتقليل التغييرات التي طرأت على العُملات المعدنية، ولم يُجرى أي تغيير على الجانب الخلفي من العُملات الذهبية، بما في ذلك عُملة السوفرن المزدوجة. أصبحت العُملات الذهبية عملة قانونية اعتبارًا من 1 يناير/كانون الثاني 1902 بموجب إعلان مؤرخ 10 ديسمبر/كانون الأول 1901. ويُظهر الوجه الأمامي تمثال نصفي لابن فيكتوريا وخليفتها، إدوارد السابع ( r. 1901–1910 )، بقلم جورج ويليام دي سولس. يقرأ النقش الموجود على الوجه الأمامي EDWARDVS VII D G BRITT OMN REX F D IND IMP. (إدوارد السابع، بفضل الرب ملك كل بريطانيا، المدافع عن الإيمان، إمبراطور الهند). كلمة OMN (اختصار لكلمة omnium تمت إضافة كلمة "BRITT"، و تعني "من الكل"، بعد BRITT تقديرًا لمساعدة الإمبراطورية خلال حرب البوير؛ ظهرت هذه الكلمات آخر مرة على العُملات البريطانية في عام 1953. ضُربت في حالة غير متداولة وإثبات، وفي عهد إدوارد، لم تصدر عُملة السوفرن المزدوجة إلا في عام 1902. كما ضُربت أيضًا في سيدني بأعداد صغيرة جدًا.
سُكت عُملات سوفرن مزدوجة يعود تأريخها إلى عام 1911 كجزء من مجموعات إثبات التتويج في ذلك العام لجورج الخامس ( r. 1910–1936)، ولأسباب غير مؤكدة، لم تُسك أي عينات عادية غير قابلة للإثبات. كان هذا هو الإصدار الوحيد لعُملات السوفرن المزدوجة في ذلك العهد. تميزت هذه العُملات المعدنية بتمثال نصفي للملك جورج من تصميم بيرترام ماكينال، وظهر بيستروتشي ونقش لم تُغير باستثناء استبدال اسم الملك، الذي قُدم باسم GEORGIVS V.
بعد وفاة الملك جورج عام 1936، بدأت الاستعدادات لسك العُملات لابنه وخليفته إدوارد الثامن (r.1936–1936). أراد الملك الجديد أن يتجه وجهه إلى اليسار على العُملة الجديدة، بنفس طريقة والده، هو ما من شأنه أن يكسر تقليد عكس الاتجاه عند بداية عهد جديد يعود تأريخه إلى عام 1660. وبعد مراسلات مطولة بين الملك ووزير الخزانة، نيفيل تشامبرلين، تمكن إدوارد من تحقيق هدفه، وسُكت عُملات معدنية تحمل تمثال نصفي للملك متجهًا إلى اليسار بواسطة توماس همفري باجيت. استُخدم الوجه الخلفي لبيستروتشي لعملة السوفرن المزدوجة، لكن تنازل الملك عن العرش في ديسمبر 1936 أنهى الاستعدادات. طلب إدوارد لاحقًا مجموعة من العُملات المعدنية النموذجية المعدة له، لكن رفض شقيقه وخليفته، جورج السادس (r. 1936–1952). كان النقش الموجود على العُملة السيادية المزدوجة الخاصة بإدوارد مطابق لتلك الموجودة في العهد السابق باستثناء الاسم والتأريخ؛ وجرى تغيير مماثل على عُملة السوفرن المزدوجة الخاصة بجورج السادس، حيث تتميز العُملة السوفرن المزدوجة الخاصة به بتمثال نصفي متجه إلى اليسار من صنع باجيت والوجه الخلفي من صنع بيستروتشي. سُكت هذه العملة في عام 1937 فقط، بحافة عادية، كجزء من مجموعات إثبات التتويج.

## إليزابيث الثانية وتشارلز الثالث

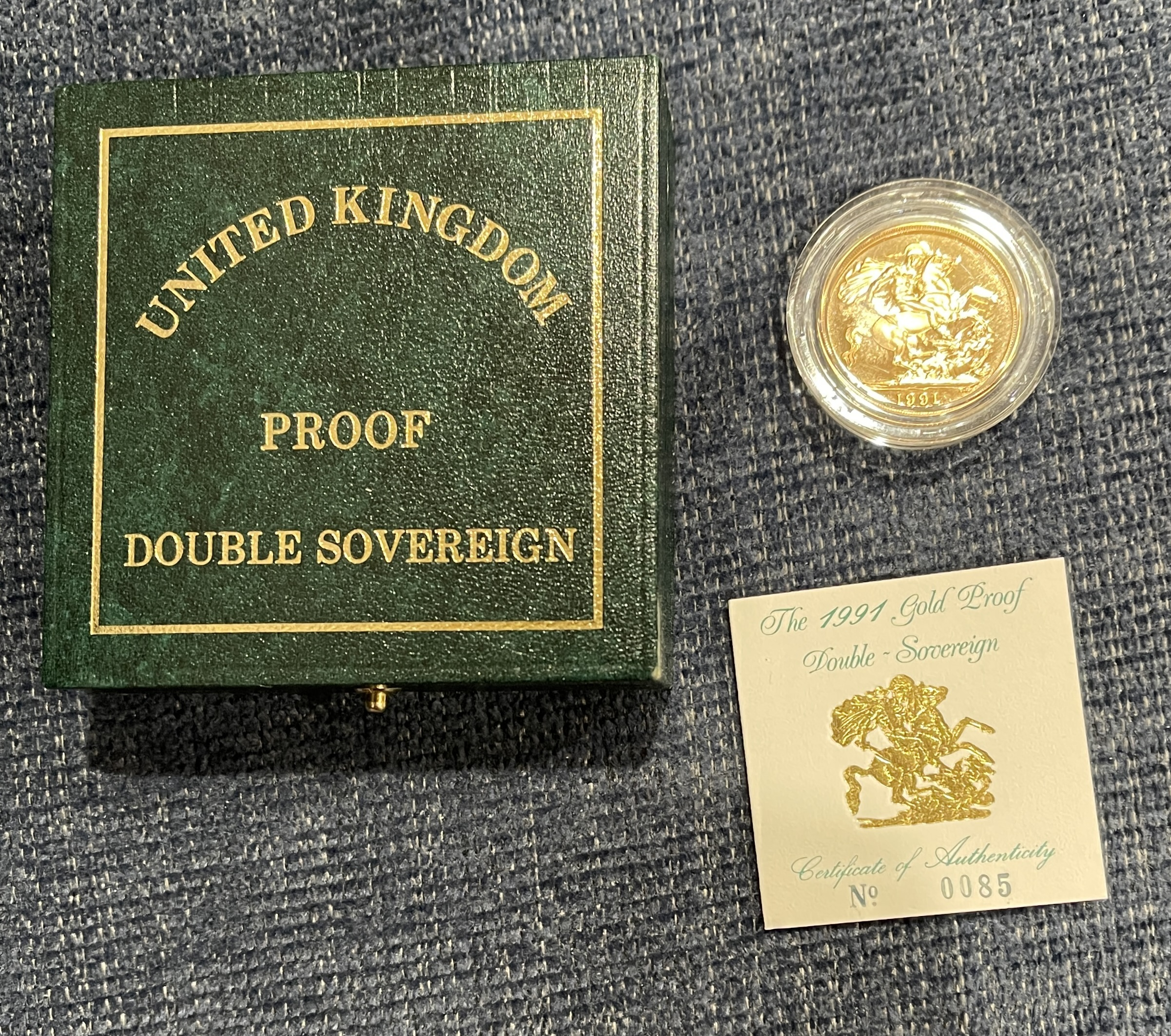
عملة سوفرن مزدوجة من عام 1991 مع صندوق الإصدار وشهادة الأصالة

عهد الملكة إليزابيث الثانية (r.1952–2022 ) شهدت انحرافًا عن الممارسة المعتادة في إصدار العملات الذهبية. سُك عدد صغير من القطع الذهبية بقيمة 2 جنيه إسترليني، مع وجه من تصميم ماري جيليك، في عام 1953 من أجل توفير استمرارية السلسلة، ولكن لم تُصدر العُملات المعدنية للجمهور، ووضعت فقط في المتاحف وفي المجموعة الملكية. لم يُسك المزيد من القطع الذهبية بقيمة 2 جنيه إسترليني حتى عام 1980. تحمل الُعملات المعدنية الصادرة عام 1953 نقشًا على الوجه الأمامي لـ ELIZABETH II DEI GRA BRITT OMN REGINA F D (إليزابيث الثانية بفضل الرب ملكة كل بريطانيا، المدافعة عن الإيمان) ولكن تغير هذا بعد عام 1953، بإزالة BRITT OMN (من جميع بريطانيا) وتعديل الاختصارات. جرى هذا الحذف للاعتراف بالكومنولث البريطاني المتطور، والذي كان يحتوي بحلول ذلك الوقت على بعض الجمهوريات.
أدركت دار سك العُملة الملكية وجود سوق للعُملات السوفرن، وبدأت في بيعها لهواة الجمع بأسعار أعلى بكثير من قيمتها الاسمية أو قيمتها الحقيقية. منذ عام 1980، صدرت عملة السوفرن المزدوجة في معظم السنوات. استخدمت العُملات المعدنية من عام 1980 إلى عام 1983 (لم يصدر أي منها في عام 1981 أو 1984) تمثال أرنولد ماشين لإليزابيث، بينما استخدمت العُملات المعدنية من عام 1985 إلى 1996 تمثال رافائيل ماكلوف واستخدمت العُملات المعدنية من عام 1998 إلى 2015 تمثال إيان رانك برودلي، مقترنًا في الغالب بوجه بيستروتشي الخلفي، والذي رُمم في عام 2009 لإظهار تفاصيل إضافية عن التنين. لم تصدر أي عُملات سوفرن مزدوجة في أعوام 1986، 1994، 1995، 1997، 1999 أو 2001، وهي السنوات التي حلت فيها محل العُملة المعدنية في مجموعة الذهب نسخة ذهبية من قطعة تذكارية بقيمة 2 جنيه إسترليني صدرت في ذلك العام. في عام 1989، استبدلت التصميمات المعتادة بتصميم تذكاري يستحضر تصميم السيادة الإنجليزية الأصلية لعام 1489، بواسطة برنارد سيندال.
التصميمات الخاصة للظهر وا لتي استبدلت بتصميم بيستروتشي شملت تصميمًا لليوبيل الذهبي لإليزابيث الثانية في عام 2002 (من تصميم تيموثي نواد، يصور درعًا متوجًا داخل إكليل)، في عام 2005 (تفسير أكثر حداثة لجورج والتنين، أيضًا من تصميم نواد) و في عام 2012 لليوبيل الماسي لإليزابيث الثانية (تفسير حديث آخر لجورج والتنين، من تصميم بول داي). بدءًا من بعض إصدارات عام 2015، استخدمت صورة وجهية للملكة إليزابيث بواسطة جودي كلارك، على الرغم من إنه في عام 2016، حملت بعض الُعملات المعدنية صورة مختلفة للملكة بواسطة جيمس بتلر. في عام 2017، سُكت نسخة ذات التصميم السوفرن الأصلي لعام 1817. كان هذا بمناسبة الذكرى المئوية الثانية للسوفرن الحديثة.
في عام 2022، قامت دار سك العُملة الملكية بضرب عُملات ذهبية مزدوجة بتصميم ظهر من تصميم نواد يظهر تفسيرًا للشعار الملكي. استُخدم هذا التصميم للسوفرن ومضاعفاتها وكسورها، للاحتفال باليوبيل البلاتيني للملكة إليزابيث الثانية. في وقت لاحق من العام، وبعد وفاة إليزابيث الثانية، أصدرت دار السك الملكية عُملات تذكارية في نطاق السوفرن، بما في ذلك السوفرن المزدوج، وتتميز بتفسير للأسلحة الملكية من قبل كلارك على الوجه الخلفي، وعلى الوجه الأمامي، أول صورة عُملة لخليفة إليزابيث، تشارلز الثالث (r. 2022–)، بقلم مارتن جينينجز. بالإضافة إلى تمثال نصفي لشارلز متجهًا إلى اليسار، حمل الوجه عبارة CHARLES III DEI GRA REX FID DEF (شارل الثالث بفضل الرب الملك المدافع عن الإيمان). في عام 2023، سُكت عُملة معدنية مزدوجة تخليداً لتتويج تشارلز الثالث، حيث كان الوجه الأمامي يحمل صورة الملك المتوج بواسطة جينينجز والوجه الخلفي يحمل صورة بيستروتشي جورج والتنين. بالنسبة لعام 2024، اقرنت صورة تشارلز غير المتوجة التي رسمها جينينجز بوجه بيستروتشي الخلفي على كل من فئات السينود الخمس التي ضُربت، من ربع السينود إلى القطعة التي تزن خمسة جنيهات إسترلينية. بالنسبة لعام 2025، استُخدم ظهر بيستروتشي على بعض العُملات المعدنية، مع عُملات أخرى تتميز بشعار جان بابتيست ميرلين الملكي، والذي استخدم لأول مرة على العُملة السوفرن في عام 1825، بمناسبة الذكرى المئوية الثانية لها.

## ملحوظات
1. ↑  They have appeared on British coins reproducing classic designs; for example, de Saulles's portrait of Edward VII was reproduced on low-mintage silver and gold coins in 2022. See Spink 2022b، صفحات 376–378.

## فهرس
- Bull، Maurice (2023). English Gold Coinage. London, England: Spink & Son Ltd. ج. II. ISBN:978-1-912667-72-7.
- Clancy، Kevin (2017) [2015]. A History of the Sovereign: Chief Coin of the World (ط. second). Llantrisant, Wales: Royal Mint Museum. ISBN:978-1-869917-00-5.
- Dyer، G. P. (1997). "Quarter-sovereigns and Other Small Gold Patterns of the Mid-Victorian Period" (PDF). British Numismatic Journal. ج. 67: 73–83. مؤرشف من الأصل (PDF) في 2024-04-01.
- Lant، Jeffrey L. (1973). "The Jubilee Coinage of 1887" (PDF). British Numismatic Journal. ج. 43: 132–141. مؤرشف من الأصل (PDF) في 2024-03-31.
- Lobel، Richard، المحرر (1999) [1995]. Coincraft's Standard Catalogue English & UK Coins 1066 to Date (ط. 5th). London, England: Standard Catalogue Publishers Ltd. ISBN:978-0-9526228-8-8.
- Marsh، Michael A. (2017) [1980]. The Gold Sovereign (ط. revised). Exeter, Devon, England: Token Publishing Ltd. ISBN:978-1-908828-36-1.
- Seaby، Peter (1985). The Story of British Coinage. London, England: B. A. Seaby Ltd. ISBN:978-0-900652-74-5.
- Skellern، Stephen (أكتوبر 2013). "The Coinage of Edward VII, Part I". Coin News. ج. 50 ع. 10: 31–33.
- Spink & Son Ltd (2022). Coins of England and the United Kingdom, Predecimal Issues 2023 (ط. 58th). London, England: Spink & Son Ltd. ISBN:978-1-912667-91-8.
- Spink & Son Ltd (2022). Coins of England and the United Kingdom, Decimal Issues 2023 (ط. 9th). London, England: Spink & Son Ltd. ISBN:978-1-912667-93-2.
- Stocker، Mark (1996). "The Coinage of 1893" (PDF). British Numismatic Journal. ج. 66: 67–86. مؤرشف من الأصل (PDF) في 2024-04-01.

قالب:British coinage